# Interstate 22
Die Interstate 22 ist ein Interstate Highway in den Bundesstaaten Mississippi und Alabama in den Vereinigten Staaten. Sie verbindet die Großstädte Memphis und Birmingham auf einer Strecke von etwa 326 km.

## Verlauf

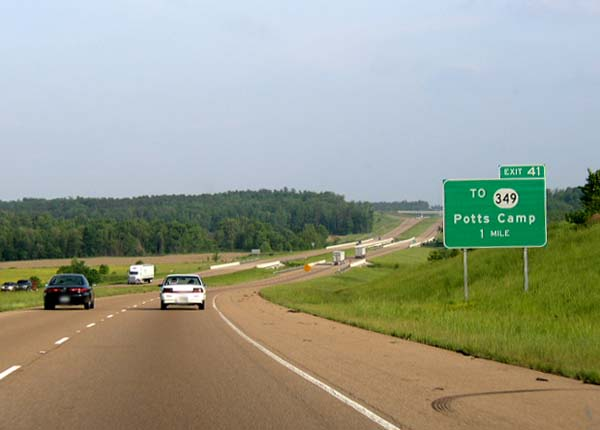
I-22 bei Potts Camp in Mississippi

### Mississippi
Die Straße beginnt an ihrem Westende im Norden des Bundesstaats Mississippi an einem Autobahnkreuz mit der Interstate 269, circa 26 Meilen südöstlich von Memphis in Tennessee. Nach Westen wird die I-22 von dem U.S. Highway 78 weitergeführt, mit dem sie auf fast ihrer gesamten Strecke bis kurz vor Birmingham gleichbedeutend ist, die Straße also sowohl als I-22 als auch als US 78 ausgeschildert ist. Von dort führt sie in südöstliche Richtung, durch die Stadt Holly Springs und durch den Holly Springs National Forest. Weiter werden die Städte New Albany und Tupelo durchquert, wo die Interstate vom U.S. Highway 45 gekreuzt wird. Nach der Überquerung des Tennessee-Tombigbee Waterway bei Fulton überquert die Straße die Grenze zu Alabama.

### Alabama
Im Westen von Alabama führt die Interstate vorbei an der Stadt Hamilton, überquert den Buttahatchee River und wird von der US 278 gekreuzt. Die nächste größere Stadt an der Strecke ist Jasper, bevor die I-22 die Flüsse Mulberry Fork und Locust Fork überquert. Kurz darauf trennt sich der U.S. Highway 78 bei Graysville an einem Kreuz mit der Alabama State Route 5 von der Interstate und führt nach Süden. Die Interstate 22 führt von dort noch einige Kilometer weiter durch bewaldete und vorstädtische Landschaft, bis sie an der Interstate 65 nördlich von Birmingham endet.